# US Open 2017 - Doppio leggende maschile
Pat Cash e Mark Philippoussis erano i due volte detentori del titolo, ma Philippoussis ha deciso di non partecipare. Cash ha partecipato insieme a Henri Leconte, ma sono stati sconfitti in finale da John e Patrick McEnroe con il punteggio di 2-6, 4-6.

## Tabellone

### Legenda
| - Q = Qualificato - WC = Wild card - LL = Lucky loser | - ALT = Alternate - SE = Special Exempt - PR = Protected Ranking | - w/o = Walkover - r = Ritirato - d = Squalificato |

### Finali
|  | Semifinali                        | Semifinali                        | Semifinali                   | Semifinali | Semifinali |  |  | Finale                       | Finale                       | Finale                       | Finale | Finale |  |
|  |                                   |                                   |                              |            |            |  |  |                              |                              |                              |        |        |  |
|  | John McEnroe Patrick McEnroe      | John McEnroe Patrick McEnroe      | John McEnroe Patrick McEnroe | 6          | 6          |  |  |                              |                              |                              |        |        |  |
|  | Luke Jensen Murphy Jensen         | Luke Jensen Murphy Jensen         | Luke Jensen Murphy Jensen    | 1          | 2          |  |  | John McEnroe Patrick McEnroe | John McEnroe Patrick McEnroe | John McEnroe Patrick McEnroe | 6      | 6      |  |
|  | Pat Cash Henri Leconte            | Pat Cash Henri Leconte            | 3                            | 7          | [10]       |  |  | Pat Cash Henri Leconte       | Pat Cash Henri Leconte       | Pat Cash Henri Leconte       | 2      | 4      |  |
|  | Michael Chang Jan-Michael Gambill | Michael Chang Jan-Michael Gambill | 6                            | 5          | [7]        |  |  |                              |                              |                              |        |        |  |